# Tylenchidae
Famille
Les Tylenchidae forment une famille de nématodes (les nématodes sont un embranchement de vers non segmentés, recouverts d'une épaisse cuticule et menant une vie libre ou parasitaire).

## Liste des genres
Selon NCBI (2 avr. 2011) :
- sous-famille Atylenchinae
  - genre Aglenchus
  - genre Coslenchus
- sous-famille Boleodorinae
  - genre Basiria
  - genre Boleodorus
- sous-famille Psilenchinae
  - genre Neopsilenchus
  - genre Psilenchus
- sous-famille Tylenchinae
  - genre Cephalenchus
  - genre Filenchus
  - genre Lelenchus
  - genre Macrotrophurus
  - genre Malenchus
  - genre Miculenchus
  - genre Ottolenchus
  - genre Tylenchus
- sous-famille Tylodorinae
  - genre Eutylenchus

Selon World Register of Marine Species (2 avr. 2011) :
- genre Tylenchus Bastian, 1865

Selon ITIS (2 avr. 2011) :
- genre Aglenchus Andrassy, 1954
- genre Anguina
- genre Atylenchus
- genre Chitinotylenchus
- genre Eutylenchus
- genre Filenchus Andrassy, 1954
- genre Macrotrophurus
- genre Neoditylenchus
- genre Paranguina
- genre Pseudhalenchus
- genre Psilenchus
- genre Sychnotylenchus
- genre Telotylenchus
- genre Tetylenchus
- genre Trophurus
- genre Tylenchus

Selon Wikispecies, il y a 5 sous-familles (Antarctenchinae - Atylenchinae - Boleodorinae - Ecphyadophorinae - Tylenchinae - Tylodorinae) et 42 genres (Aglenchus – Allotylenchus – Antarctenchus – Arboritynchus – Atetylenchus – Atylenchus – Basiria – Boleodorus – Campbellenchus – Cephalenchus – Cervoannulatus – Chilenchus – Coslenchus – Cucullitylenchus – Discotylenchus – Ecphyadophora – Ecphyadophoroides – Epicharinema – Eutylenchus – Filenchus – Fraglenchus – Gracilancea – Irantylenchus – Lelenchus – Malenchus – Miculenchus – Mitranema – Neopsilenchus – Neothada – Pleurotylenchus – Polenchus – Psilenchus – Ridgellus – Sakia – Silenchus – Tanzanius – Tenunemellus – Thada – Tremonema – Tylenchus – Tylodorus – Ultratenella).